# Kinel'-Čerkasskij rajon
Il Kinel'-Čerkasskij rajon (in russo Кинель-Черкасский район?) è un rajon dell'Oblast' di Samara, nella Russia europea. Istituito nel 1935, il suo capoluogo è Kinel'-Čerkassy.